# Colin McVean Gubbins
Sir Colin McVean Gubbins, britanski general, * 1896, † 1976.